# Hyundai Ioniq 5
Hyundai Ioniq 5 (кор. 현대 아이오닉 5; Хёндэ айоник) — среднеразмерный электромобиль-кроссовер южнокорейской компании Hyundai Motors. Это первая модель, выпускаемая на платформе Hyundai E-GMP. Впервые была представлена 23 февраля 2021 года.

## Описание
В сентябре 2019 года на выставке IAA во Франкфурте был представлен концепт-кар Hyundai 45 EV. Индекс 45 описывает наклон под углом 45 градусов.
Благодаря платформе, инженеры Hyundai разработали раздвижную переднюю центральную консоль, которая может выдвигаться назад на 140 мм (5,5 дюйма). На приборной панели присутствует два сенсорных экрана. Салон изготовлен из материалов переработки ПЭТ-бутылок. Крыша выполнена из стекла.
Модель заправляется элементами Vehicle-to-grid.

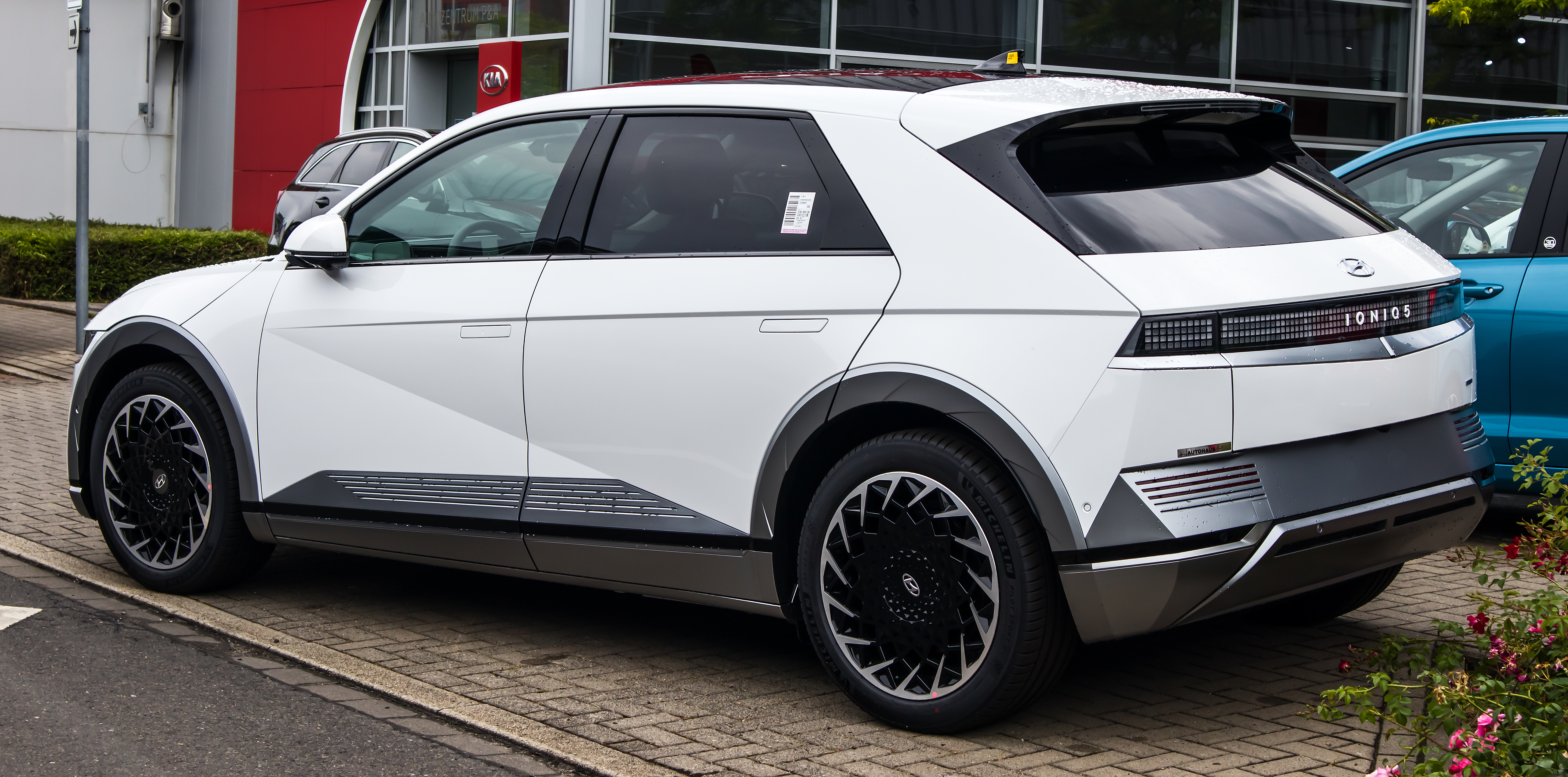
Вид сзади
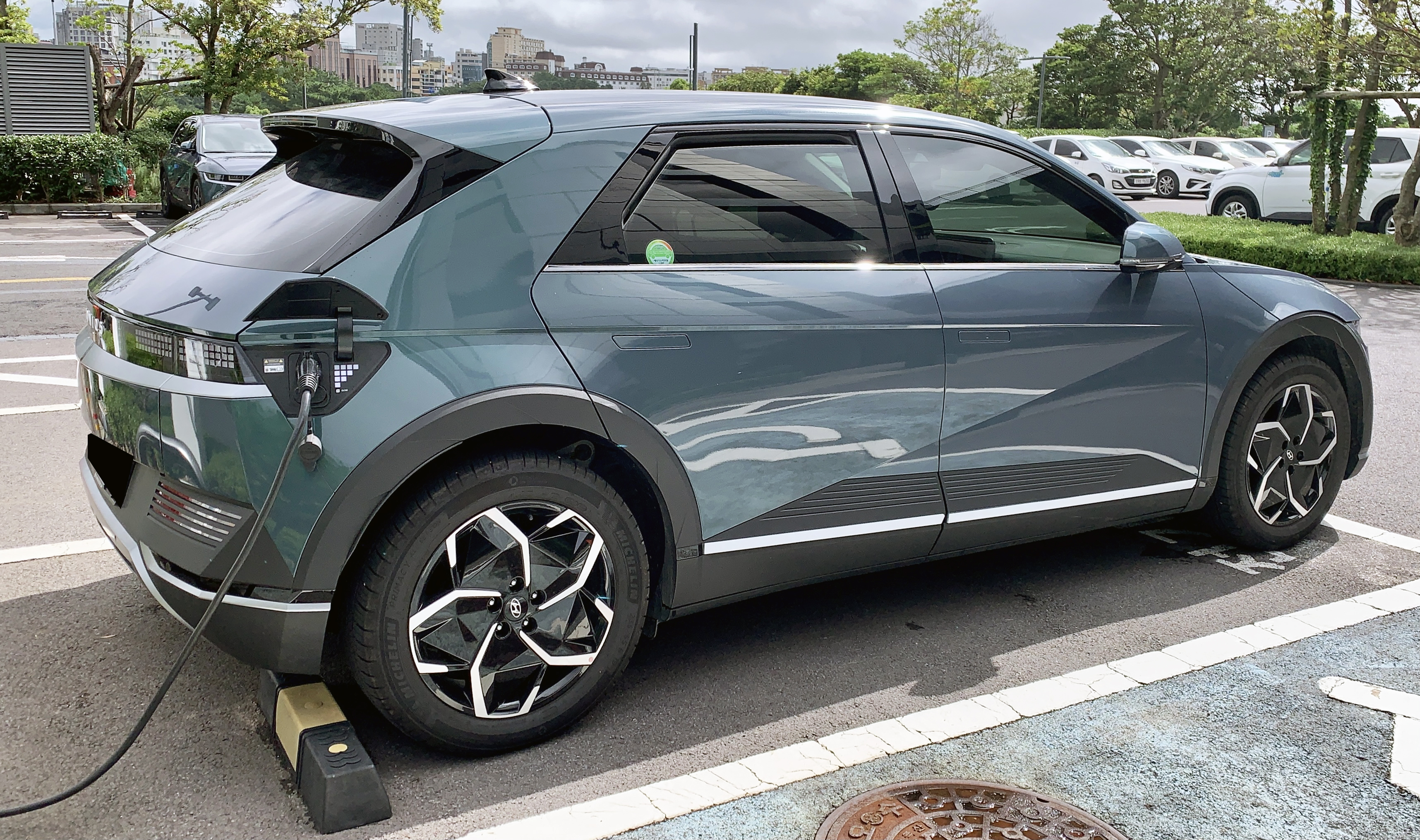
Hyundai Ioniq 5 на зарядке
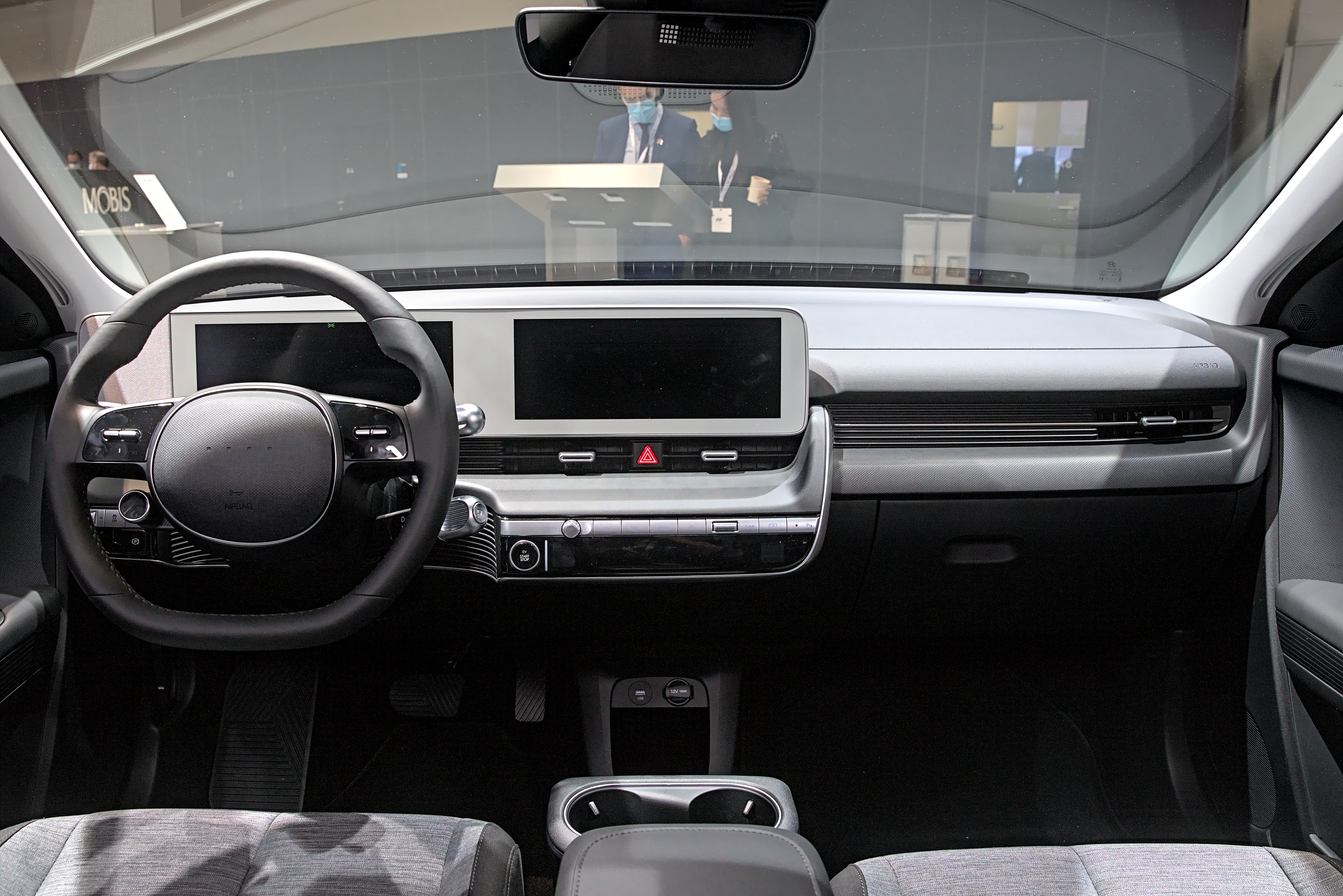
Место водителя
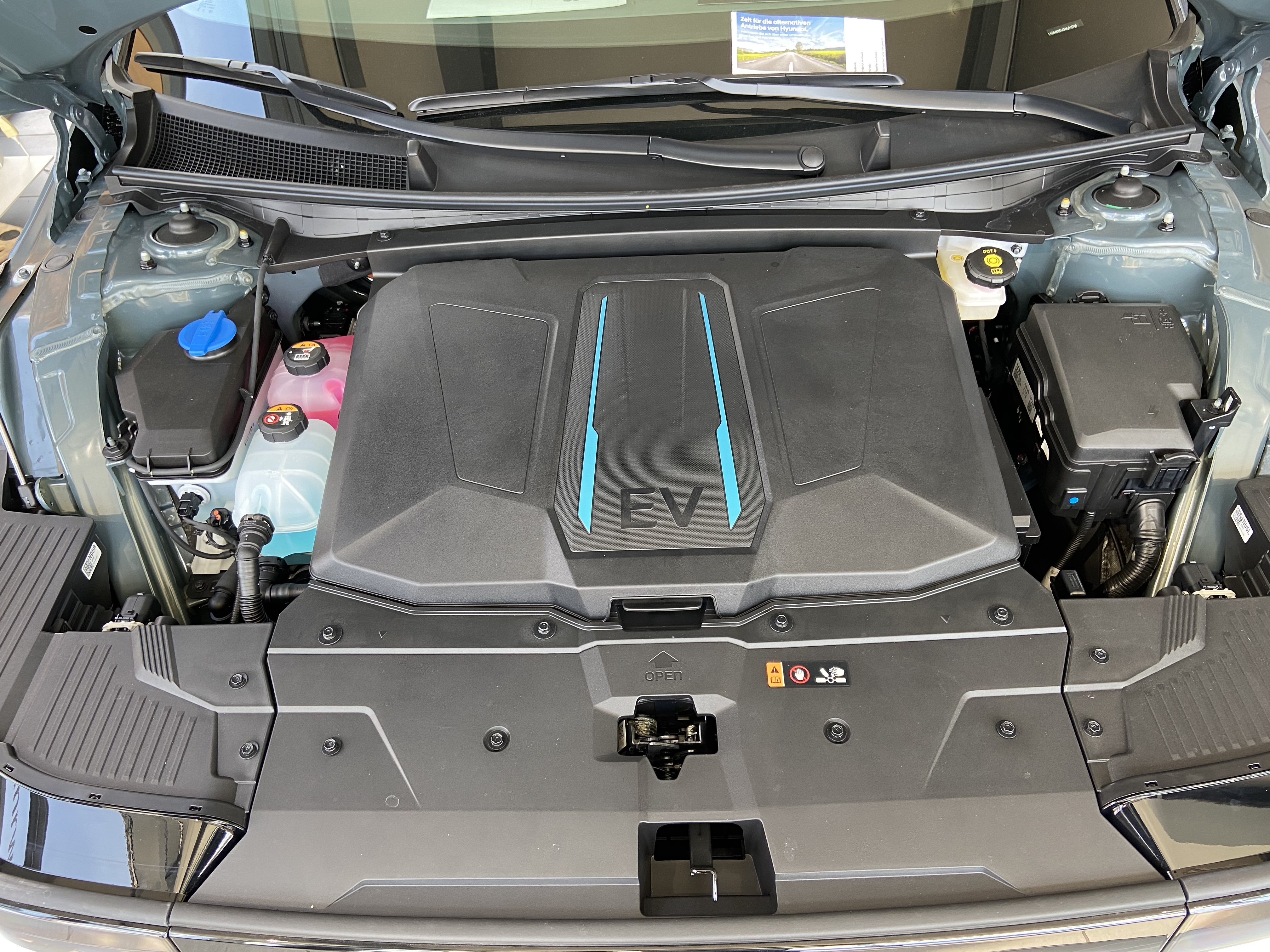
Моторный отсек
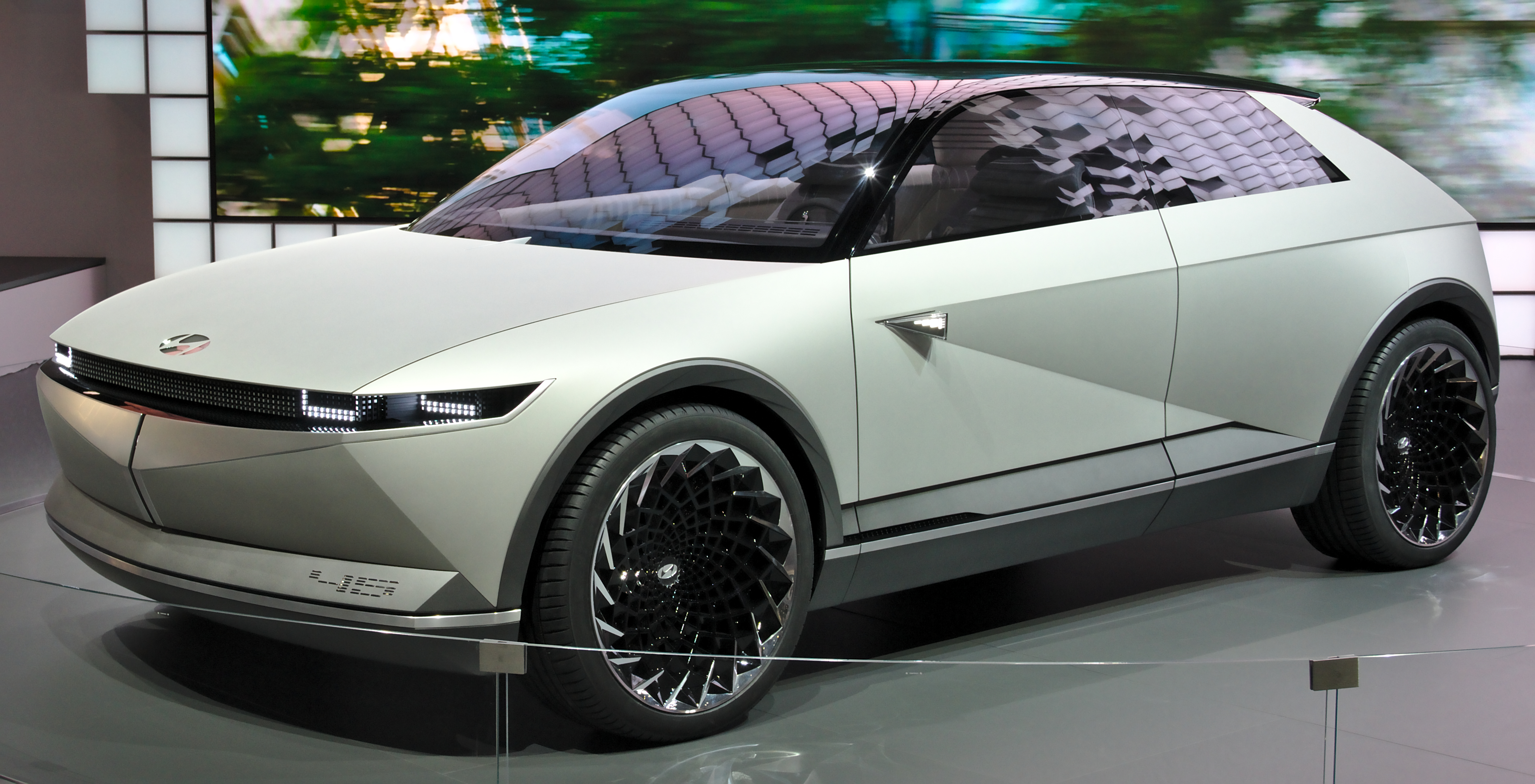
Hyundai 45 EV

### Беспилотное такси
Беспилотное такси было представлено 31 августа 2021 года. С 16 августа 2022 года существует также беспилотный автомобиль.

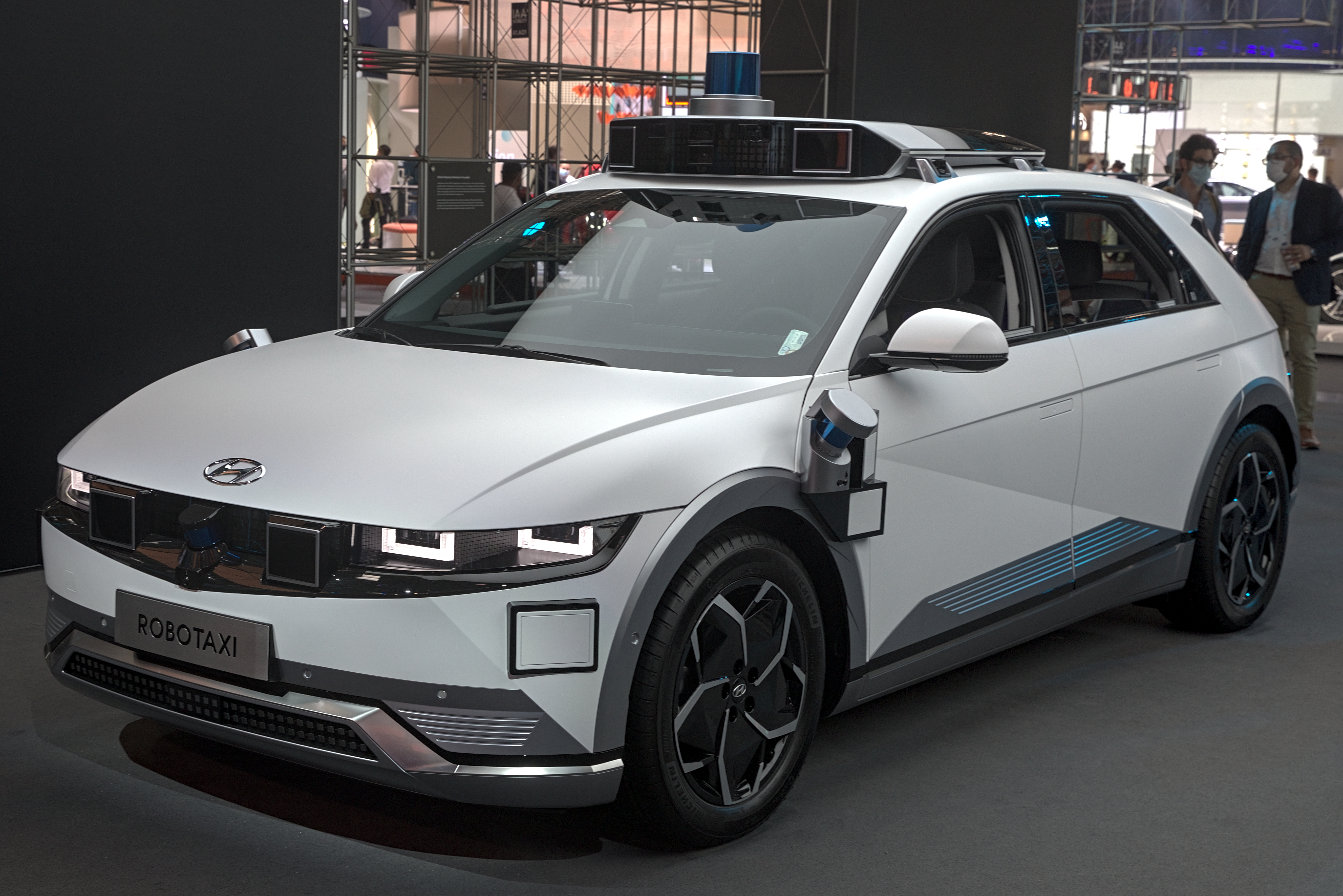
Беспилотное такси
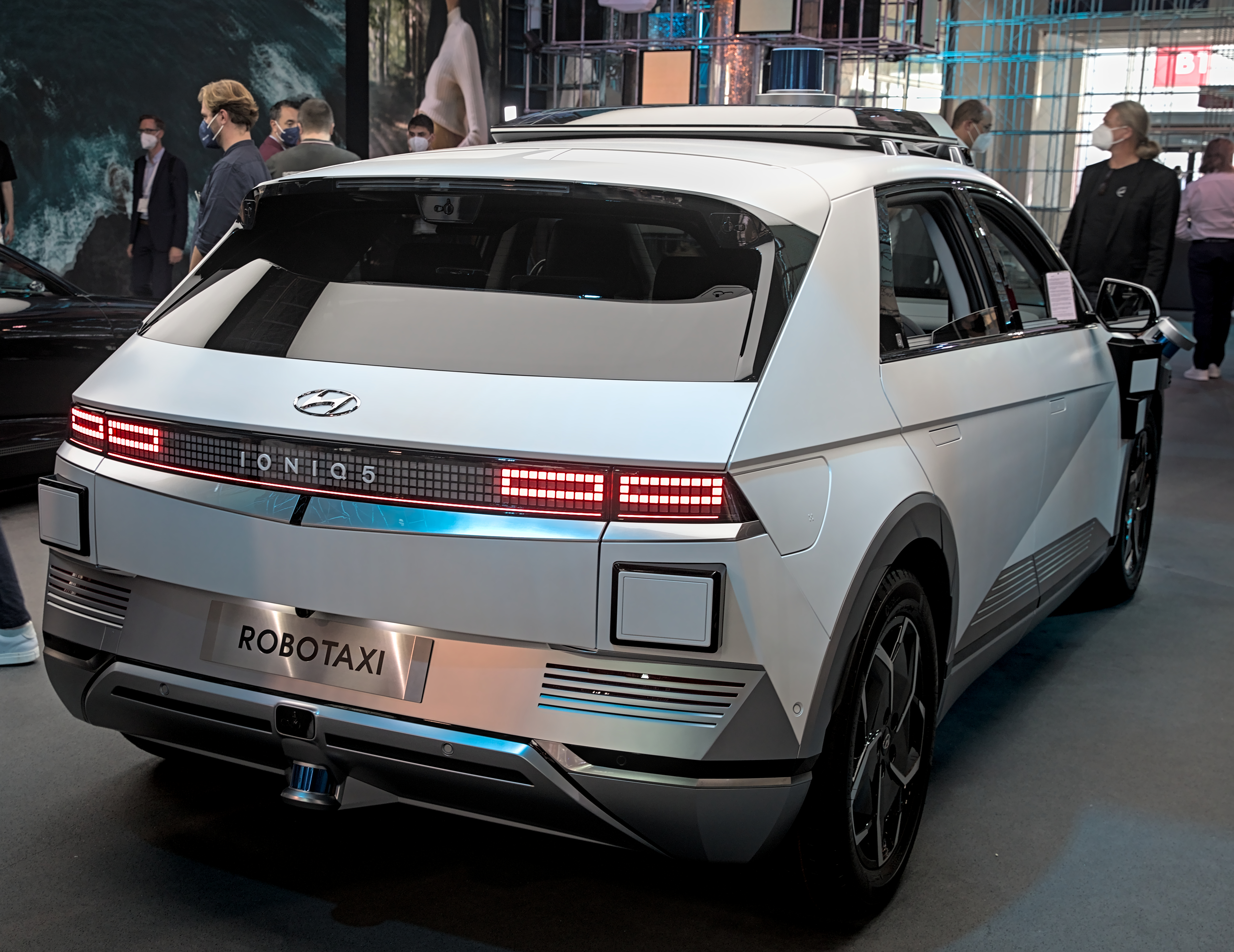
Вид сзади

## Продажи
| Год  | Южная Корея | США    | Индонезия | Всего  |
| ---- | ----------- | ------ | --------- | ------ |
| 2021 | 22 671      | 153    |           | 65 906 |
| 2022 | 27 399      | 22 982 | 1829      | 99 536 |